# (902) Probitas
(902) Probitas – planetoida z pasa głównego asteroid okrążająca Słońce w ciągu 3 lat i 303 dni w średniej odległości 2,45 au. Została odkryta 3 września 1918 roku w Obserwatorium Uniwersyteckim w Wiedniu przez Johanna Palisę. Nazwa oznacza dosłownie „prawość”. Przed nadaniem nazwy planetoida nosiła oznaczenie tymczasowe (902) 1918 EJ.